# Knjaschewo (Topolowgrad)
Knjaschewo (oder Knyazhevo, bulgarisch Княжево, von Knjaz, „Fürst“) ist ein bulgarisches Dorf in der Gemeinde Topolowgrad in der Provinz (Oblast) Chaskowo im Südosten des Landes, nahe der bulgarisch-türkischen Grenze. Das Dorf liegt in der Landschaft Thrakien im Tundscha-Tal, zwischen den Gebirgen Sakar und Strandscha.
Knjaschewo liegt an der Nationalstraße 2. Ordnung II/76, welche das Dorf mit Topolowgrad im Westen und Elchowo im Nordosten verbindet.
Im Rahmen des „Strandscha-Sakar-Projektes“ des Instituts für Thrakologie der Bulgarischen Akademie der Wissenschaften finden seit 2011 bei Knjaschewo archäologische Ausgrabungen unter der Leitung der Archäologin Daniela Agre statt, welche einen Tell (Siedlungshügel) und einen dazugehörigen thrakischen Herrschaftspalast untersuchen und konservieren.

## Persönlichkeiten
- Stojan Schalamanow (* 1927), bulgarischer Ökonom ist in Knjaschewo geboren